# おーぷん金子
おーぷん金子（おーぷんかねこ、旧名：トリビア金子、本名：金子 祐也（かねこ ゆうや）、1974年5月6日 - ）は、東京都三鷹市出身の日本の実演販売士である。コパ・コーポレーションに所属する。

## 略歴・プロフィール
- 桜美林大学[1]卒業
- 身長167cm[1]、体重55kg[1]

## 来歴
大学3年時、周囲が就職活動を活発化させる中、お笑いを志す。大ファンであったタモリの自宅を一日がかりで探しあて、その3か月後に弟子入りを許される。本人は大学をやめるつもりであったが、タモリに「これからのお笑いは教養が命だ。大学をやめることにプラスはない。」と言われ、付き人をやりながら大学を卒業した。
卒業後、正式な運転手兼付き人として、お笑いの修行に励んでいたが、極度の怖がりであり、楽屋などでタモリを含めたスタッフにいつもいじられていた。それがスタッフの中で話題になり、放送終了後のお楽しみに度々登場するようになる。それを見た関根勤が自身のラジオ作家で、同じぐらい怖がりの有川周一と怖がり対決をさせようと企画し、タモリ倶楽部で実現（第1回芸人リアクション王決定戦1996年5月）。その後、芸能人の怖い話を聞かせるという有川・金子コンビ企画がシリーズ化する。関根勤・小堺一機のコサキンDEワァオ!にも有川・金子対決で何度も出演している。その後、付き人修行を5年で卒業、怖い話を話しながら自分で怖がるという素なのかネタなのかわからない芸風でデビューするも、特に注目されることは無く、タモリの勧めで海外武者修行に出発する。
東南アジアからチベットを抜けてインドに到達した時に、女性の勝負パンツの面白さに気づき、コレクションを開始、その後10数か国に渡って集め続け、無事帰国。帰国後、タモリ倶楽部に企画を持ち込み、採用される（タモリ倶楽部：世界深夜勝負パンツ特急）。その後、世界勝負パンツ評論家として、世界の勝負パンツを紹介しながら世界情勢を語るというネタで再デビューするも、これまた鳴かず飛ばず、2年間の活動の後、足を洗い再び海外へ。
旅の途中に出会ったスキューバダイビングのインストラクターとしてタイのタオ島のダイビングショップで働き始める。魚を絡めたネタ作りとしゃべくりの達者さで、たちまち人気を獲得、スキューバダイビング業界では、世界各国に名が轟くほどであった。なお、ファンの裏側に「タモリの弟子」と書いてあるのがトレードマークであった。
再び日本の表舞台に立ちたいという思いから、3年後帰国。株式会社コパ・コーポレーションの実演販売士育成セミナーに参加し、ハイテンポなしゃべくりと豊富な知識を活かした実演が一躍脚光を浴びる。活動後3か月で新人ながらiPadの売り上げ店舗最高記録を次々と更新、4か月目にはテレビの特番に起用され、海外経験を活かしたベトナム語実演販売を現地で行い、3時間でソールドアウト。さらには、エアコンの実演版売で一日900万円、ノートパソコンの実演販売で2日で800万円と店舗最高記録を次々と樹立する。ついに、芸人としては届かなかった笑っていいとも!に実演販売士として出演、念願のタモリとの共演を果たす。その後の人生を本人はおまけと語っている。さらに、1年未満という新人最速のスピードで24時間テレビショッピングのジュピターショップチャンネルのMCに抜擢、さらにその3か月後にはこれまた新人最速のスピードで3時間の売り上げ1億2千万の大台を達成する。

## 人物
- タモリの10年ぶりの新車を納車日にぶつけ、激怒させたことがある。
- タモリ用のユンケルを盗んで飲んでいて、激怒させたことがある。
- 大のプロ野球ファンで、特にジャイアンツが大好き。タモリ出演の今夜は営業中!というドラマの中で、ドームに行くシーンがあり、いたく感動する。その後、ラジオブースでタモリと試合を観戦するが、その時のタモリとのお遊び掛け合い解説がスタッフの目にとまりゲスト解説を依頼されたことがある。
- 元々タモリからもらったトリビア金子という名前であったが、厄年で画数が良くないということで、おーぷん金子に改名。